# Dulce beat
Dulce beat es el segundo álbum de estudio de la banda mexicana de pop electrónico Belanova. Fue lanzado el 22 de junio de 2005 por Universal Music México. Fue un éxito comercial, certificando doble platino por la Asociación Mexicana de Productores de Fonogramas y Videogramas por más de 200,000 unidades vendidas en México; y sus sencillos «Me pregunto», «Por ti» y «Rosa pastel», se colocarón entre los primeros lugares de popularidad con una vigencia sumamente larga. Posteriormente en conjunto con Dulce beat Live se lanzó «Niño» como video y último corte de Dulce beat para la radio mexicana.
La promoción del álbum, los llevó a presentarse por primera vez en países como Argentina, Colombia, Costa Rica, Estados Unidos, España, Puerto Rico, Perú y Venezuela. Posteriormente se lanzó una reedición de su disco en México llamado Dulce beat 2.0, que incluye un segundo disco con remixes, versiones acústicas y videos de los sencillos «Por ti» y «Me pregunto». En 2023, debido a la popularidad de «Rosa pastel» en TikTok al ingresar en listas como la Billboard Mexico Songs, y en celebración de 18 años de su lanzamiento, Dulce beat fue relanzado en formato de vinilo.

## Lista de canciones
| Dulce beat |                      |                                                     |          |  |
| N.º        | Título               | Escritor(es)                                        | Duración |  |
| 1.         | «Niño»               | Ricardo Arreola, Denisse Guerrero y Edgar A. Huerta | 3:29     |  |
| 2.         | «Rosa pastel»        | Arreola, Guerrero y Huerta                          | 3:06     |  |
| 3.         | «Soñar»              | Arreola, Guerrero y Huerta                          | 3:52     |  |
| 4.         | «Mírame»             | Arreola, Guerrero y Huerta                          | 3:04     |  |
| 5.         | «Miedo»              | Arreola, Guerrero y Huerta                          | 3:33     |  |
| 6.         | «Escena final»       | Arreola, Guerrero y Huerta                          | 3:25     |  |
| 7.         | «Por ti»             | Arreola, Guerrero y Huerta                          | 3:35     |  |
| 8.         | «Tal vez»            | Arreola, Guerrero y Huerta                          | 2:58     |  |
| 9.         | «Me pregunto»        | Arreola, Guerrero y Huerta                          | 3:05     |  |
| 10.        | «Sexy»               | Arreola, Guerrero y Huerta                          | 3:04     |  |
| 11.        | «Te quedas o te vas» | Arreola, Guerrero y Huerta                          | 3:45     |  |

## Dulce Beat 2.0
La versión 2.0 del álbum fue lanzada en 2006, incluyendo versiones acústicas y remixes de las canciones, tanto de Dulce Beat como de Cocktail, además de cambios en las pistas de voz de «Te quedas o te vas». Se incluyen también dos videos.

### Lista de canciones
| Dulce beat - Disco 1 |                      |                                                     |          |  |
| N.º                  | Título               | Escritor(es)                                        | Duración |  |
| 1.                   | «Niño»               | Ricardo Arreola, Denisse Guerrero y Edgar A. Huerta | 3:29     |  |
| 2.                   | «Rosa pastel»        | Arreola, Guerrero y Huerta                          | 3:06     |  |
| 3.                   | «Soñar»              | Arreola, Guerrero y Huerta                          | 3:52     |  |
| 4.                   | «Mírame»             | Arreola, Guerrero y Huerta                          | 3:04     |  |
| 5.                   | «Miedo»              | Arreola, Guerrero y Huerta                          | 3:33     |  |
| 6.                   | «Escena final»       | Arreola, Guerrero y Huerta                          | 3:25     |  |
| 7.                   | «Por ti»             | Arreola, Guerrero y Huerta                          | 3:35     |  |
| 8.                   | «Tal Vez»            | Arreola, Guerrero y Huerta                          | 2:58     |  |
| 9.                   | «Me pregunto»        | Arreola, Guerrero y Huerta                          | 3:05     |  |
| 10.                  | «Sexy»               | Arreola, Guerrero y Huerta                          | 3:04     |  |
| 11.                  | «Te quedas o te vas» | Arreola, Guerrero y Huerta                          | 3:42     |  |

| Dulce beat - Disco 2 |                                                        |          |  |
| N.º                  | Título                                                 | Duración |  |
| 1.                   | «Me pregunto» (versión acústica)                       |          |  |
| 2.                   | «Por ti» (versión acústica)                            |          |  |
| 3.                   | «Suele pasar» (versión acústica)                       |          |  |
| 4.                   | «Tus ojos» (Mijangos house mix)                        |          |  |
| 5.                   | «Me pregunto» (Imazuè Latin mix)                       |          |  |
| 6.                   | «Por ti» (José Spinnin's Peak Hour Reconstruction Mix) |          |  |
| 7.                   | «Por ti» (Sound Art mix)                               |          |  |
| 8.                   | «Me pregunto» (video musical)                          |          |  |
| 9.                   | «Por ti» (video musical)                               |          |  |

## Posicionamiento
Dulce beat mantuvo su mejor desempeño en Estados Unidos, en la cartelera de Billboard de Dance/Electronic Albums, estando durante 30 semanas en ese chart.
| Listas (2005/2006)                     | Posición |
| -------------------------------------- | -------- |
| U.S. Billboard Dance/Electronic Albums | 10       |
| U.S. Billboard Latin Albums            | 59       |
| U.S. Billboard Latin Pop Albums        | 20       |
| México Top 100 Álbumes                 | 1        |